# موقع خي
موقع خي أو تسلسل خي (بالإنجليزية: Chi site)‏ هو امتداد قصير من الحمض النووي في جينوم البكتيريا التي من المرجح أن تحدث بالقرب منها إعادة التركيب المتماثل أكثر من المتوسط عبر الجينوم. تعمل مواقع خي كمحفزات لإصلاح كسر الحمض النووي المزدوج في البكتيريا، والتي يمكن أن تنشأ من الإشعاع أو العلاجات الكيميائية، أو تنتج عن كسر شوكة النسخ المتماثل أثناء تضاعف الحمض النووي. تسلسل موقع خي فريد لكل مجموعة من الكائنات الحية وثيقة الصلة. في الإشريكية القولونية والبكتيريا المعوية الأخرى، مثل السالمونيلا، يكون التسلسل الأساسي هو ٣'-GCTGGTGG-٥' بالإضافة إلى النيوكليوتيدات المهمة حوالي 4 إلى 7 نيوكليوتيدات إلى الجانب 3 'من التسلسل الأساسي. اكتُشف وجود مواقع خي في الأصل في جينوم بكتيريا لامدا، وهو فيروس يصيب الإشريكية القولونية، ولكن من المعروف الآن أنه يحدث حوالي 1000 مرة في جينوم الإشريكية القولونية.
يعمل تسلسل خي كإشارة إلى ريك بي سي دي هيليكاز-نوكلياز الذي يؤدي إلى تغيير كبير في أنشطة هذا الإنزيم. عند مواجهة تسلسل خي أثناء فك الحمض النووي، يقطع ريك بي سي دي الحمض النووي بضع نيوكليوتيدات إلى جانب 3 'من خي، ضمن التسلسلات المهمة المذكورة أعلاه. اعتماداً على ظروف التفاعل، يكون هذا القطع إما شقاً بسيطاً على الشريط ذي 3 نهايات أو تغيير نشاط النيوكلياز من قطع الشريط ذي 3 نهايات إلى قطع الشريط ذو 5 نهايات. في كلتا الحالتين، يرتبط الحمض النووي أحادي الشريط 3 بوصات بجزيئات متعددة من بروتين ريكا التي تسهل "غزو حبلا"، حيث يتم إزاحة شريط واحد من الحمض النووي المزدوج المتماثل الذي تقطعت به السبل بواسطة الحمض النووي أحادي المرتبط بريكا. يشكل غزو الشريط جزيء الحمض النووي مشترك يسمى حلقة د.
يعتقد أن دقة الحلقة د تحدث عن طريق النسخ المتماثل الذي يُحضر بواسطة نهاية 3 'المتولدة في خي (في الحلقة د). بدلاً من ذلك، يمكن تحويل الحلقة د إلى موصل هوليداي عن طريق قطع الحلقة د والتبادل الثاني لخيوط الحمض النووي. يمكن تحويل موصل هوليداي إلى حمض نووي مزدوج خطي عن طريق قطع موصل هوليداي وربط الشقوق الناتجة. يمكن لأي من نوعي الدقة توليد جزيئات الحمض النووي المعاد الاتحاد إذا كان الحمضان النوويان المتفاعلان مختلفين وراثياً، وكذلك إصلاح الحمض النووي المكسور في البداية.
يشار أحياناً إلى مواقع خي باسم "النقاط الساخنة لإعادة التركيب". اسم "خي" هو اختصار لمحرض نقطة ساخنة كروس. في إشارة إلى إشريكية قولونية فيروس لامدا، يكتب المصطلح أحيانا ك "موقع إكس"، باستخدام الحرف اليوناني خي (باليونانية: Chi)‏. بالنسبة للإشريكية القولونية والبكتيريا الأخرى، فإن مصطلح "خي" مناسب.

## روابط خارجية
- إعادة التركيب المتماثل الرسوم المتحركة التفاعلية، عمل فني عبر الإنترنت من ترون إن وتريمبي ج، علم الوراثة البكتيرية الأساسي.